# Людмила Елизавета Шварцбург-Рудольштадтская
Людми́ла Елизаве́та или Людоми́ла Элизабе́та Шва́рцбург-Рудольшта́дтская (нем. Ludmilla Elisabeth / Ludämilie Elisabeth von Schwarzburg-Rudolstadt); 7 апреля (17 апреля) 1640, Рудольштадт, Графство Шварцбург-Рудольштадт — 12 марта (22 марта) 1672, там же) — аристократка из Шварцбургского дома, дочь Людвига Гюнтера I, графа Шварцбург-Рудольштадта.
Состояла в переписке с известным лютеранским теологом Иоганном Герхардом. Религиозная поэтесса, вдохновлявшихся концепцией внутреннего мира и творчеством Агасфера Фрича. Автор многочисленных лютеранских духовных гимнов, включённых в церковные сборники.

## Биография
Родилась 17 (по старому стилю 7) апреля 1640 года в Рудольштадте в семье Людвига Гюнтера I, графа Шварцбург-Рудольштадта и Эмилии Антонии Ольденбург-Дельменхорстской, графини из Ольденбургского дома. По отцовской линии приходилась внучкой Альбрехту VII, графу Шварцбург-Рудольштадта и Юлиане Нассау-Дилленбургской, принцессе из Нассауского дома. По материнской линии была внучкой Антона II, графа Дельменхорста и Сибиллы Елизаветы Брауншвейг-Даннебергской, принцессы из дома Вельфов.
Родители Людмилы Елизаветы исповедовали лютеранство и воспитывали детей в духе протестантского благочестия. Первое имя дочери они составили из начальных частей собственных имён. Детство графини прошло во дворце Хайдексбург, вместе с братом, тремя сёстрами и кузиной Амалией Юлианой Барби-Мюлингенской, крестницей родителей Людмилы Елизаветы, которая, осиротев, поступила под их опеку. В 1646 году умер граф Шварцбург-Рудольштадта, оставив свою вдову регентом при их несовершеннолетнем сыне.
Эмилия Антония была образованной женщиной и постаралась дать хорошее образование всем своим детям. В 1649 году она назначила гувернёром дочерей Иоганна Хедвига, будущего пастора кирхи в Кенигзе, составив для него список из дисциплин обязательных для преподавания. В перечень предметов вошли латинский язык, риторика, катехизис, фармакология, уход за больными и женское рукоделие. Юные графини вели переписку на латыни с известным лютеранским теологом Иоганном Герхардом из Йены. Людмила Елизавета показала большие способности к наукам, так, что однажды канцлер Шварцбург-Рудольштадта Фридрих Ленц воскликнул: «Будь на то воля Божья, так госпожа Людмила Елизавета была бы графом Шварцбурга!»
Ещё во время обучения графиня начала писать духовные гимны, вдохновлённая примером кузины Амалии Юлианы, которая тоже занималась гимнотворчеством. Большое влияние на развитие способностей Людмилы Елизаветы оказал будущий канцлер, а в то время гофмейстер Агасфер Фрич. В 1662 году, вместе с сёстрами и матерью, передавшей правление совершеннолетнему сыну, она поселилась в замке Фриденсбург в Лойтенберге, где продолжила заниматься творческой деятельностью.
После смерти матери в 1670 году Людмила Елизавета, вместе с сёстрами, вернулась в Рудольштадт и поселилась во дворце у брата, графа Альберта Антона, сочетавшегося браком с их кузиной Амалией Юлианой. Здесь 20 декабря 1671 года состоялась помолвка Людмилы Елизаветы с Кристианом Вильгельмом, графом Шварцбург-Зондерсгаузена. Графиня не стремилась к замужеству и не без колебаний приняла предложение. Однако свадьба не состоялась. В 1672 году в Рудольштадте разразилась эпидемия кори, унесшая жизни Софии Юлианы и Кристины Магдалины — старшей и младшей сестёр Людмилы Елизаветы. Сама она умерла от этой болезни 22 (по старому стилю 12) марта 1672 года. Останки графини, вместе с останками её умерших сестёр, похоронили в Кирхе Святого Андрея в Рудольштадте.

## Сочинения
Людмила Елизавета является автором 208 духовных гимнов. Её произведения были изданы в 1687 году в Рудольштадте при участии графини Амалии Юлианы Барби-Мюлингенской и канцлера Агасфера Фрича под названием «Голос друга, или духовные гимны памяти почтенной Людмилы Елизаветы, графини и баронессы Шварцбурга и Гогенштайна, которая горячо и преданно любила Иисуса, своего Спасителя». В простых по форме стихах поэтессы заметно влияние творчества Агасфера Фрича, Иоганна Шеффлера и Мартина Опица, вдохновлявшихся концепцией внутреннего мира, свойственной раннему пиетизму.
Оригинальные рукописи гимнов ныне утрачены. Издание «Голоса друга» 1856 года было отредактировано Вильгельмом Тило. В сборник вошли 206 духовных песен. В предисловии к первому изданию, вероятно, написанному Амалией Юлианой Барби-Мюлингенской, говорится, что духовные гимны являются выражением веры Людмилы Елизаветы и её преданности Богу. Подчёркивается то, что она использовала духовный и медитативный подход к Библии и старалась уделять больше внимания содержанию, чем форме произведения.
Духовные гимны Людмилы Елизаветы были включены во многие церковные сборники XVII века, например, в такие как «Молоко сладкой благодати и Мёд крепкого утешения из милостивых уст Божьих и разума любящего сердца» (1675) Иоганна Грегора Рота, проповедника при дворе в Рудольштадте. Сборник содержит четыре песни графини. Одно из стихотворений Людмилы Елизаветы можно найти и в песенном сборнике И. Г. Краузе «Несколько богатых духом утешительных песен, выбранных высокопоставленными людьми в качестве избранных изречений и для пения» (1800).
Писатель XIX века Иоганн Трауготт Лёшке назвал Людмилу Елизавету «несомненно величайшим и самым оригинальным поэтом протестантской церкви». Некоторые из её гимнов, в числе которых «Иисус, Иисус, лишь Иисус» (нем. Jesus, Jesus, nichts als Jesus), «Сотвори во мне, Бог, чистое сердце» (нем. Schaff in mir, Gott, ein reines Herz ) и «Сбереги, Отче, сбереги меня» (нем. Sorge, Vater, sorge du) были переведены на другие языки; в XX веке они всё ещё входили в лютеранские церковные сборники.